# میز شطرنج

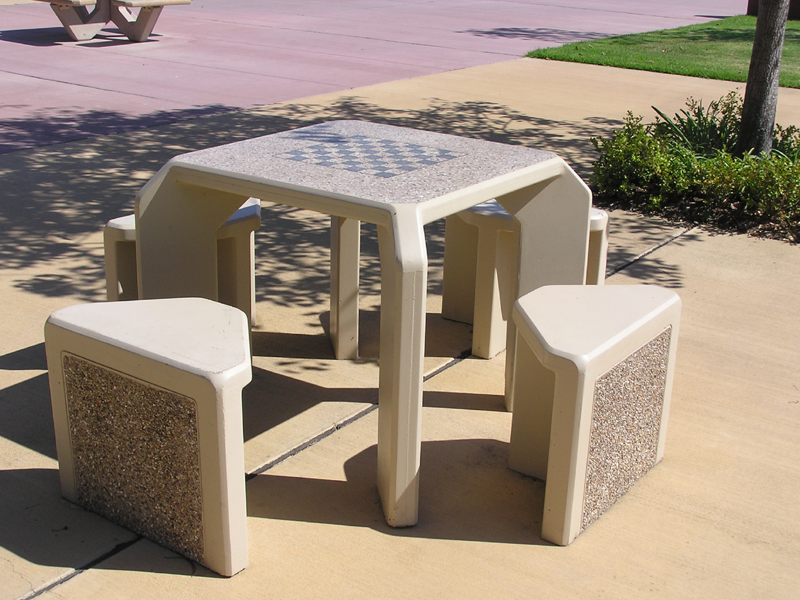
این تصویر یک میز شطرنج در یک پارک را نشان می‌دهد

میز شطرنج (انگلیسی: Chess table) یک میز ساخته شده با ویژگی‌هایی است که می‌تواند برای بازی شطرنج مفید باشد. صفحه شطرنج معمولاً به صورت جداناپذیر در بالای میز و معمولاً دو کشو برای نگهداری قطعات وجود دارد. میزهای شطرنج می‌توانند بسیار تزئینی و با قیمت گران باشند. غالب میزهای شطرنج منبت کاری یا حکاکی شده هستند اگر چه میزهای ارزان‌تر ممکن است روی آن‌ها نقاشی شده باشد. یک میز شطرنج برای بازی شطرنج ضروری نیست و تنها به بازی شطرنج محدود نمی‌شود.

## تصاویر

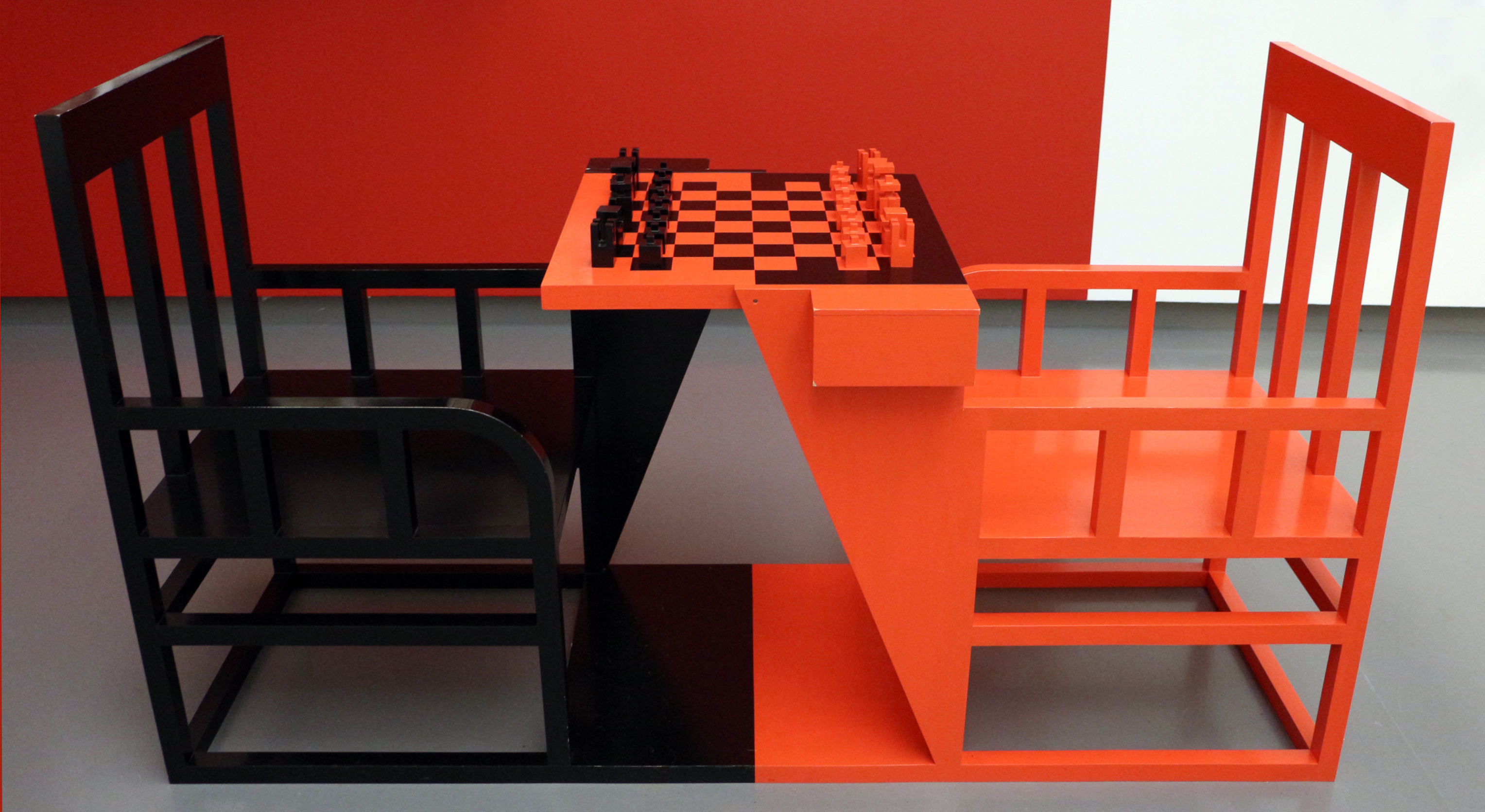
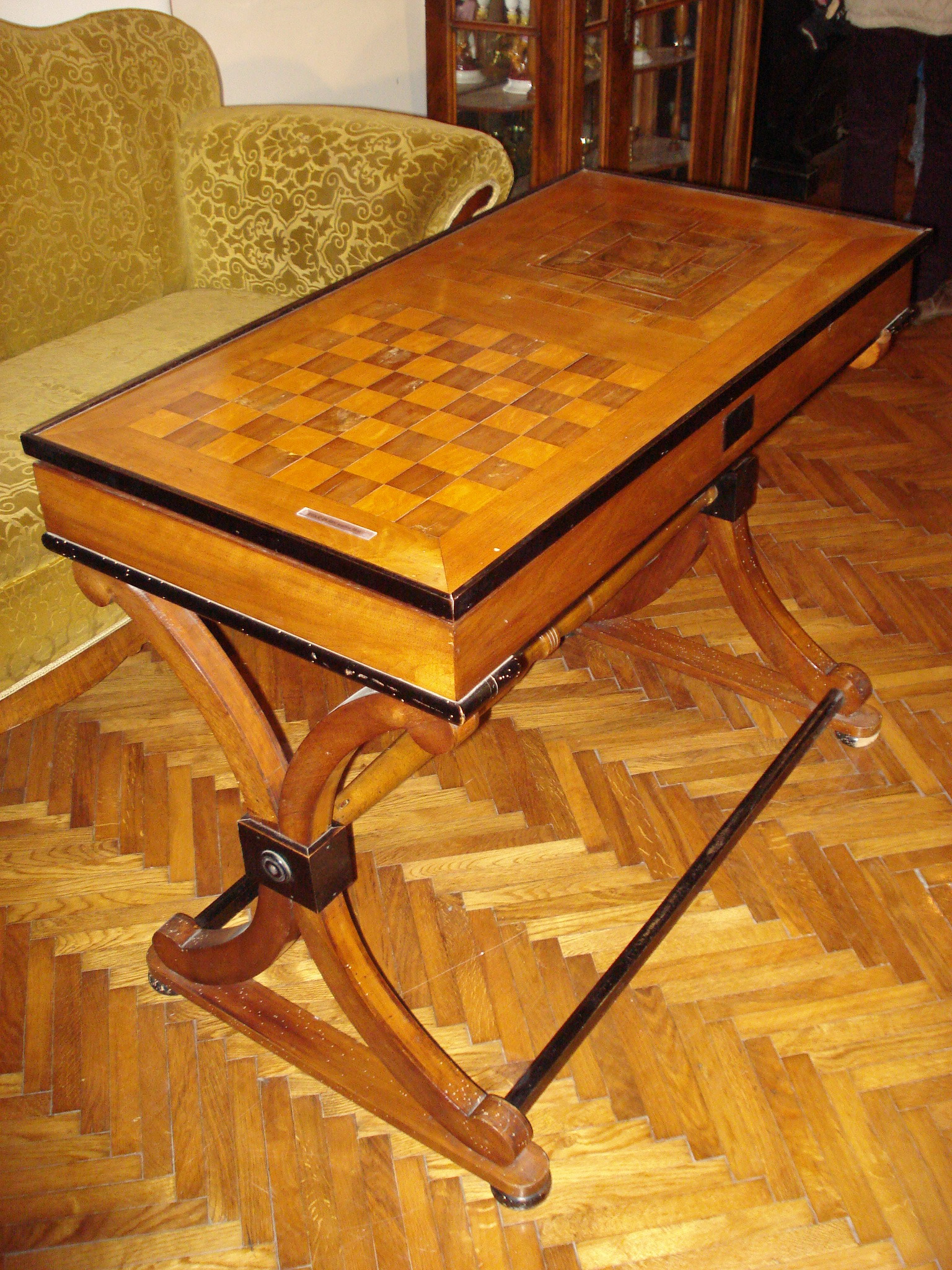
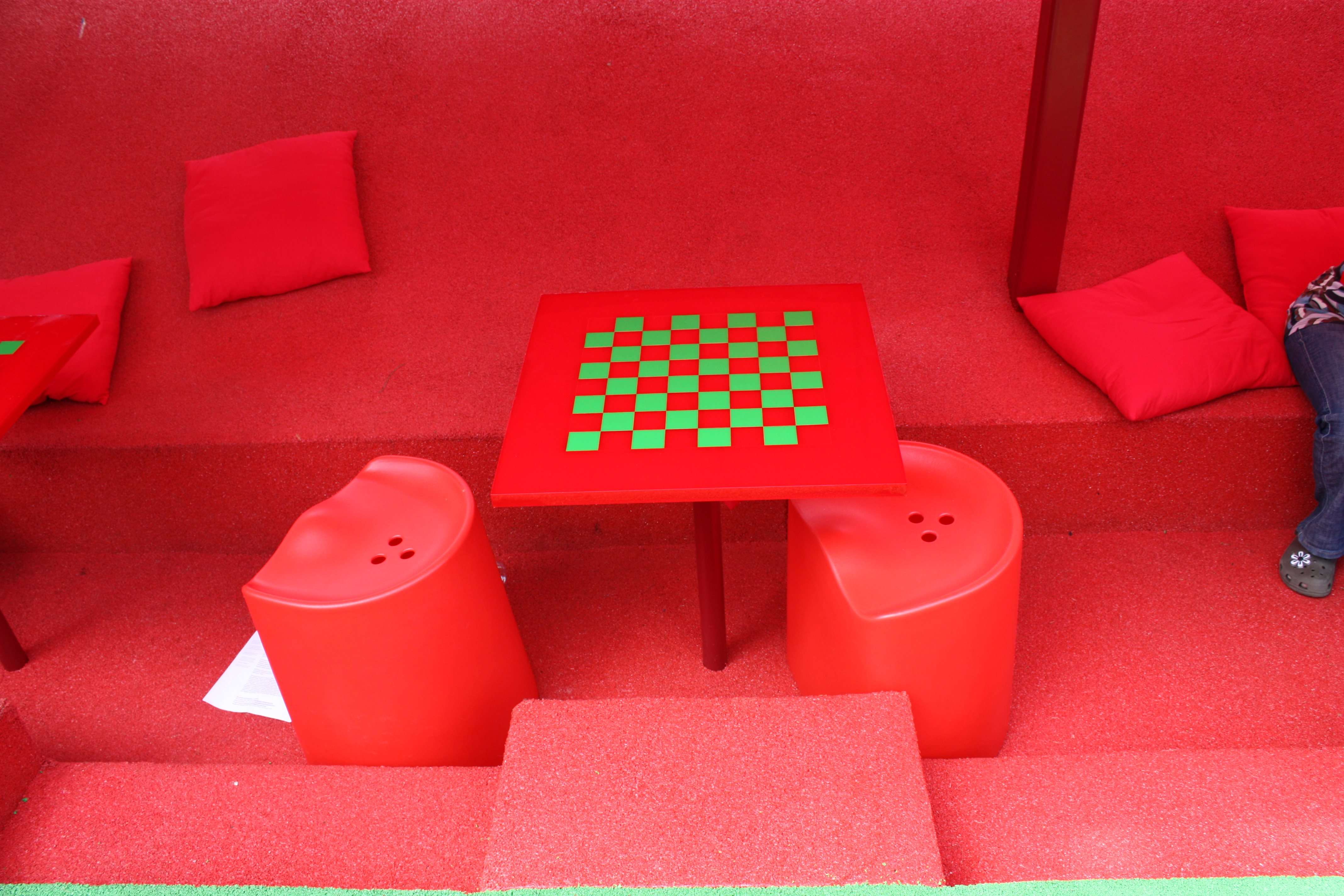